# La pantera rosa 2
La pantera rosa 2 (en inglés The Pink Panther 2) es una secuela de la película de 2006, La pantera rosa.
En esta nueva película, el Inspector Clouseau tiene que trabajar con detectives de otros países de Europa para atrapar al escurridizo ladrón Tornado, que ha vuelto tras una década de inactividad.
En el tráiler de la película, presentado el 6 de junio de 2008, la película apareció nombrada como The Pink Panther 2, confirmando el nombre elegido inicialmente.
Steve Martin, quien vuelve a tomar el personaje de Clouseau (originado por Peter Sellers), pulió el guion original escrito por Scott Neustadter y Michael M. Weber en noviembre de 2006.
Columbia Pictures —que se unió a MGM para esta secuela— contrató a Lowell Ganz y Babaloo Mandel para reescribir otra vez el guion en enero de 2007.
La producción se programó para empezar en febrero de 2007, con la idea de un estreno en 2008, pero la película fue reprogramada para estrenarse el 13 de febrero de 2009, después de que la filmación se atrasó hasta agosto de 2007 debido a una huelga de actores en Canadá que atrasó las filmaciones en Montreal.
El estreno se cambió luego al 6 de febrero de 2009.

Shawn Levy —quien dirigió la película anterior (de 2006)— estuvo en tratativas para ser el productor ejecutivo de la película, pero renunció debido a otros compromisos, como la secuela de Night at the Museum.
El cineasta noruego Harald Zwart es el director de la secuela.

## Argumento
Cuando el misterioso y hábil ladrón, el Tornado, comienza a robar objetos de gran valor (la Carta Magna en Londres, el Sudario de Turín y la Espada Imperial en Kioto), el Gobierno francés forma un grupo de detectives de varios países, el Dream Team, para detener al ladrón y recuperar los objetos robados. El inspector Clouseau (Steve Martin) es apartado de su trabajo como oficial de aparcamiento por el inspector en jefe Dreyfus (John Cleese) para que se una al Dream Team en Japón, donde ha ocurrido el robo más reciente del Tornado. En cuanto Clouseau pone los pies fuera de suelo francés, las noticias anuncian que el diamante "La Pantera Rosa" ha sido robado. Clouseau vuelve a la escena del crimen, donde se encuentra con los demás miembros de Dream Team: el inspector italiano Vicenzo Rocara Squarceluppi Brancaleone (Andy García), el inspector británico Randall Pepperidge (Alfred Molina), el joven experto en tecnología japonés Kenji Mazuto (Yuki Matsuzaki) y la investigadora y criminóloga india Sonia Solandres (Aishwarya Rai). El equipo viaja a Roma para investigar al estraperlista del mercado negro Alonso Avellaneda (Jeremy Irons), que ha hecho negocios con el Tornado anteriormente. Convencidos de que es el Tornado, el Dream Team interroga a Avellaneda mientras Clouseau curiosea por los alrededores. Avellaneda demuestra su inocencia mostrando que no tiene ningún disparo en el hombro derecho, donde el Tornado recibió uno durante un robo fallido una década antes. Cuando los investigadores se marchan, Avellaneda se reúne con el auténtico Tornado (Johnny Hallyday), a quien mantiene oculto en su mansión. También revela que sí conoce a uno de los miembros del Dream Team, pero no dice a cuál.
Esa noche, Clouseau y su compañero Ponton (Jean Reno) espían a Avellaneda, usando un micrófono que han colocado en la mesa que ha reservado para cenar con una acompañante. Entonces descubren también a Vicenzo cenando con Nicole (Emily Mortimer), la secretaria y novia de Clouseau. Deseando saber de qué hablan, Clouseau entra en el restaurante para cambiar el micrófono de mesa pero lo echan del lugar, ya que fue él quien provocó un incendio en el restaurante "La Plata de nada" tres años antes, y esa noche era la reapertura del restaurante. Clouseau se disfraza de uno de los bailarines y consigue cambiar el micrófono a la mesa de Vicenzo y Nicole, pero acaba incendiando el restaurante otra vez al tirar un flambeado que lleva un camarero. Mientras tanto en la Ciudad del Vaticano, el Tornado vuelve a atacar robando el anillo del Papa, lo que empieza a generar críticas contra el Dream Team. Cuando la torpeza de Clouseau empeora la situación, todos los miembros del equipo, excepto Sonia, deciden echarlo del grupo. Poco después, Clouseau es avisado de nuevo cuando se descubre que el Tornado se ha suicidado y ha dejado una nota diciendo que ha destruido la "Pantera Rosa", ya que es un diamante tan hermoso que no quiere que nadie se lo quede, pero ha devuelto los demás objetos. Examinando una llave que encontraron en la habitación del Papa, mientras Clouseau jugaba disfrazado como el Papa, comparan el ADN de la víctima con el que se obtuvo del Tornado cuando le dispararon, y los dos coinciden. Con esto creen haber resuelto el caso, pero Clouseau no está convencido y cree que el Tornado no era el ladrón.
Por haber conseguido recuperar todos los objetos robados (excepto la Pantera Rosa), se celebra una fiesta en honor del Dream Team. Clouseau, que no está invitado, trata de convencer a Dreyfus de que el verdadero ladrón todavía está libre, pero no le hace caso. Dreyfus informa al Dream Team de que Clouseau le ha dicho que Sonia es la ladrona. El grupo se toma esto como una broma, pero aun así inventan una explicación de cómo Sonia podría haberlo hecho; como examante del Tornado, habría aprendido sus métodos y habría desarrollado un plan. Habría robado todos los demás objetos para desviar la atención al Tornado. Así, Sonia podría hacerlo salir de su escondite, matarlo, falsificar una nota de suicidio y quedarse con la Pantera Rosa, el único objeto que podría venderse. Nicole se da cuenta de que la historia de Clouseau podría ser cierta y le dice a Sonia que como fin de la broma, muestre el contenido de su bolso, ya que Clouseau piensa que lleva el diamante escondido en él. Indignada por esta acusación, Sonia trata de marcharse, pero Nicole la obliga a que abra el bolso. Entonces Sonia saca una pistola, y tras amenazar con disparar a Nicole, pero Clouseau se aparece y le dice que deje ir a Nicole y si tenía quería dispararle a alguien que sea a él, por lo que Sonia accede y le dispara a Clouseau, pero la bala golpea su Medalla de Honor, salvándole la vida. Entonces escapa escaleras arriba. Clouseau y el resto del Dream Team la persiguen y todos ellos, excepto Clouseau, se ponen en ridículo.
Viéndose rodeada, Sonia amenaza con destruir "La Pantera Rosa" y Clouseau la anima a hacerlo. Sonia rompe el diamante en mil pedazos de un disparo, pero cuando intenta escapar es golpeada en la cabeza con una bandeja por parte de Pontón, sin embargo Clouseau sabía que el Tornado intentaría robar "La Pantera Rosa" tarde o temprano y revela que sólo ha destruido una gema falsa por la que él había sustituido el verdadero diamante por la réplica que tenía en su casa antes de salir de Francia. El Tornado, un hábil ladrón y experto en la calidad de las piedras preciosas, se habría dado cuenta de que era falsa; por lo que su nota de suicidio, en la que alababa la belleza de la gema, había sido falsificada y él fue asesinado. Clouseau también dice que puso una multa al mismo auto de Sonia dos días antes de que "La Pantera Rosa" fuese robada, contradiciendo su coartada de haber llegado tarde a la escena del crimen por el retraso de su vuelo. Dreyfus trata de ganar crédito diciendo que fue él quien puso a Clouseau como oficial de parquimetros, pero Clouseau, recordando que Dreyfus le ordenó que negara esto a quien lo preguntara, le contradice. Clouseau y Nicole se casan, pero la boda acaba en catástrofe cuando Dreyfus descorcha una botella de Champaña y el corcho golpea una cámara de seguridad, causando que las unidades especiales invadan la sala. Clouseau y Nicole corren al aeropuerto para su luna de miel, mientras la Pantera Rosa animada los observa. La película acaba con la Pantera Rosa mirando a la cámara, entrando en la sala y cerrando la puerta mientras guiña.

## Elenco
- Steve Martin: Inspector Jacques Clouseau
- Emily Mortimer: como Nicole Nuveau.
- Jean Reno: gendarme Gilbert Ponton.
- Andy García: inspector Vicenzo Rocara Squarceluppi Brancaleone.
- Alfred Molina: como el inspector jefe Randall Pepperidge.
- Aishwarya Rai: como Sonia Solandres.
- Yuki Matsuzaki: como Kenji Mazuto.
- John Cleese: Inspector Jefe Charles Dreyfus.
- Lily Tomlin: como Yvette Berenger.
- Jeremy Irons: como Alonso Avellaneda.
- Johnny Hallyday: como Laurence Millikin.
- Molly Sims: como Marguerite.
- Jack Metzger: como Antoine Ponton.
- Armel Bellec: como Lois Ponton.

## Lugares de filmación

### Francia
- París
- Lyon
- Marsella

### Estados Unidos
- Boston
- Chelsea
- Westwood
- Winchester (Massachusetts)

### España
- Lora del Río (Sevilla)

### Uruguay
- Punta del Este.
- Tacuarembó.
- Villa Ansina.

### México
- Ciudad de México
- Monterrey
- Guadalajara

### Bolivia
- Montero
- Santa Cruz